# 2020년 하계 올림픽 양궁 여자 단체
2020년 하계 올림픽 양궁 여자 단체전은 일본 도쿄 유메노시마공원에서 열렸다. 2021년 7월 23일 랭킹라운드 선발전, 7월 25일 본선으로 이틀 간 치러졌다.

## 배경
양궁 남녀 단체종목은 1988년 서울 올림픽부터 도입되었으며, 여자 단체종목은 이번 대회가 9번째이다.
지난 대회에 나섰던 12개 팀 중에서 8개 팀이 다시 경기를 펼치게 됐다. 준결승에 올라 각각 금은동과 4위를 차지한 대한민국팀, 러시아팀 (ROC라는 명칭으로 참가), 차이니즈 타이페이 팀, 이탈리아팀이 모두 출전하며, 이밖에도 일본, 멕시코, 중국, 우크라이나도 출전한다. 나머지 4개 팀 중에서 독일은 2004년 아테네 올림픽 이후 오랜만에 올림픽 무대에 서게 됐으며, 영국과 미국 역시 2012년 런던 올림픽 이후 9년 만에 출전한다. 벨라루스팀은 이번 대회가 첫 출전이다.
대한민국 팀은 역대 양궁 여자 단체종목에서 전부 우승해 금메달을 독식하고 있으며, 이번 대회에서 9연패를 달성할 수 있을지 주목받고 있다. 다만 현재 세계챔피언은 차이니즈 타이페이 (중화민국) 팀인데, 2019년 세계 양궁 선수권 대회 결승전에서 차이니즈 타이페이 팀이 대한민국 팀을 누르고 우승했기 때문이다.

## 예선
총 12개 팀이 올림픽 대회에 나서게 된다. 2019년 세계 양궁 선수권 대회에서 상위 8개 국가가 출전권을 부여받고, 개최국 일본도 자동 출전권을 확보한다. 마지막으로 남은 3자리는 2021년 양궁 최종 올림픽 예선 토너먼트 대회를 통해 선발된다. 여기서 일본이 별도로 세계 선수권대회에서 출전권을 얻었을 경우에는 4자리까지 확대될 가능성도 있었으나, 일본이 자력 출전권 획득에 실패했기 때문에 3자리로 남게 되었다.
단체전에 출전하는 선수 3명은 여자 개인전에도 자동으로 출전할 수 있게 된다.

## 경기 방식
여느 양궁 종목 경기와 마찬가지로 혼성 단체전도 리커브 보우를 사용하며 세계 양궁 연맹의 승인을 받은 70m 규격 경기장에서 관련 규정에 따라 경기를 치르게 된다. 한 팀은 3명의 선수로 구성되며, 총 12개 팀이 매 라운드에서 두 팀씩 짝지어 서로 맞붙게 된다. 경기는 랭킹라운드로 시작되는데 여기서 각 선수당 총 72발을 쏘게 된다. 랭킹라운드의 최고기록을 합산해 12팀이 토너먼트전 시드에 배정되게 된다. 토너먼트전은 한 경기당 6발씩 총 4세트, 각 선수당 2발씩으로 구성된다. 매 세트마다 6발의 점수를 합산해 최고점을 기록한 팀이 '세트포인트' 2점을 획득한다. 세트에서 동점을 기록하면 세트포인트 1점을 획득한다. 이렇게 모은 세트포인트가 먼저 5점에 도달한 팀이 승리하게 된다. 4세트까지 진행했음에도 세트포인트가 4-4로 동점을 이루면 타이브레이커 세트를 진행해 한 사람당 한 발씩 돌아가며 쏘게 되며, 타이브레이커 세트도 동점을 이룬다면 표적 가운데에 가장 가까운 과녁을 쏜 팀이 승리하게 된다.

## 기록
본 대회 이전의 세계기록과 올림픽 기록은 다음과 같다.
- 216발 랭킹 라운드

| 유형 | 선수                              | 기록 | 장소                  | 날짜            |
| ---- | --------------------------------- | ---- | --------------------- | --------------- |
|      | 대한민국 강채영, 이은경, 장혜진   | 2053 | 터키 안탈리아         | 2018년 5월 21일 |
|      | 대한민국 · 박성현, 윤옥희, 주현정 | 2004 | 중화인민공화국 베이징 | 2008년 8월 9일  |

## 일정
여자 단체 종목은 이틀에 걸쳐 치러진다.
모든 시간은 일본 표준시 (UTC+9, 한국 시간과 동일) 기준이다.
| 날짜                 | 시간                         | 라운드                       |
| -------------------- | ---------------------------- | ---------------------------- |
| 2021년 7월 23일 (금) | 9:00                         | 랭킹라운드                   |
| 2021년 7월 25일 (일) | 9:30 13:45 15:17 16:15 16:40 | 16강 8강 4강 동메달전 결승전 |

## 결과

### 랭킹라운드
| 순위 | 국가                 | 선수                                                    | 점수      | 10점 | X  |
| ---- | -------------------- | ------------------------------------------------------- | --------- | ---- | -- |
| 1    | 대한민국             | 안산 장민희 강채영                                      | 2032 (OR) | 104  | 39 |
| 2    | 멕시코               | 알레한드라 발렌시아 아이다 로만 아나 바스케스           | 1976      | 81   | 29 |
| 3    | 미국                 | 제니퍼 무시노페르난데스 케이시 코프홀드 매켄지 브라운   | 1970      | 73   | 24 |
| 4    | 일본                 | 나카무라 미키 야마우치 아즈사 하야카와 렌               | 1957      | 74   | 25 |
| 5    | 중화인민공화국       | 양샤오레이 우지아쉰 롱샤우칭                            | 1952      | 67   | 16 |
| 6    | 러시아 올림픽 위원회 | 스베틀라나 곰보에바 엘레나 오시포바 크세니야 페로바     | 1945      | 70   | 23 |
| 7    | 중화 타이베이        | 탄야팅 레이첸잉 린자언                                  | 1937      | 71   | 23 |
| 8    | 이탈리아             | 루칠라 보아리 키아라 레발리아티 타티아나 안드레올리     | 1936      | 60   | 16 |
| 9    | 영국                 | 브라이오니 피트먼 세라 비틀스 나오미 폴커드             | 1916      | 65   | 22 |
| 10   | 독일                 | 미셸 크로펜 샤를린 슈바르츠 리자 운루                   | 1909      | 65   | 19 |
| 11   | 우크라이나           | 리디아 시체니코바 베로니카 바르첸코 아나스타샤 파블로바 | 1889      | 60   | 14 |
| 12   | 벨라루스             | 카리나 카즐루스카야 한나 마루사바 카리나 드지오민스카야 | 1882      | 42   | 5  |

### 본선
|  | 16강 | 16강                 | 16강 | 16강 | 16강 | 16강 | 16강 | 16강 |  |  | 8강 | 8강                  | 8강 | 8강      | 8강 | 8강 | 8강 | 8강 |  |  | 4강 | 4강                  | 4강 | 4강                  | 4강 | 4강 | 4강 | 4강 |  |  | 결승전   | 결승전   | 결승전   | 결승전   | 결승전   | 결승전   | 결승전   | 결승전   |  |
|  |      |                      |      |      |      |      |      |      |  |  |     |                      |     |          |     |     |     |     |  |  |     |                      |     |                      |     |     |     |     |  |  |          |          |          |          |          |          |          |          |  |
|  |      |                      |      |      |      |      |      |      |  |  | 1   | 대한민국             | 6   | 58       | 56  | 56  |     |     |  |  |     |                      |     |                      |     |     |     |     |  |  |          |          |          |          |          |          |          |          |  |
|  | 9    | 영국                 | 3    | 52   | 52   | 45   | 53   |      |  |  | 8   | 이탈리아             | 0   | 54       | 52  | 49  |     |     |  |  |     |                      |     |                      |     |     |     |     |  |  |          |          |          |          |          |          |          |          |  |
|  | 8    | 이탈리아             | 5    | 51   | 53   | 46   | 53   |      |  |  |     |                      |     |          |     |     |     |     |  |  | 1   | 대한민국             | 5   | 54                   | 57  | 53  |     |     |  |  |          |          |          |          |          |          |          |          |  |
|  | 5    | 중화인민공화국       | 3    | 50   | 54   | 53   | 52   |      |  |  |     |                      | 12  | 벨라루스 | 1   | 52  | 51  | 53  |  |  |     |                      |     |                      |     |     |     |     |  |  |          |          |          |          |          |          |          |          |  |
|  | 12   | 벨라루스             | 5    | 55   | 50   | 53   | 53   |      |  |  | 12  | 벨라루스             | 5   | 48       | 52  | 55  | 54  |     |  |  |     |                      |     |                      |     |     |     |     |  |  |          |          |          |          |          |          |          |          |  |
|  |      |                      |      |      |      |      |      |      |  |  | 4   | 일본                 | 3   | 52       | 51  | 55  | 48  |     |  |  |     |                      |     |                      |     |     |     |     |  |  |          |          |          |          |          |          |          |          |  |
|  |      |                      |      |      |      |      |      |      |  |  |     |                      |     |          |     |     |     |     |  |  | 1   | 대한민국             | 6   | 55                   | 56  | 54  |     |     |  |  |          |          |          |          |          |          |          |          |  |
|  |      |                      |      |      |      |      |      |      |  |  |     |                      |     |          |     |     |     |     |  |  |     |                      | 6   | 러시아 올림픽 위원회 | 0   | 54  | 53  | 51  |  |  |          |          |          |          |          |          |          |          |  |
|  |      |                      |      |      |      |      |      |      |  |  | 3   | 미국                 | 0   | 49       | 49  | 53  |     |     |  |  |     |                      |     |                      |     |     |     |     |  |  |          |          |          |          |          |          |          |          |  |
|  | 11   | 우크라이나           | 2    | 50   | 51   | 52   | 52   |      |  |  | 6   | 러시아 올림픽 위원회 | 6   | 53       | 52  | 57  |     |     |  |  |     |                      |     |                      |     |     |     |     |  |  |          |          |          |          |          |          |          |          |  |
|  | 6    | 러시아 올림픽 위원회 | 6    | 52   | 52   | 51   | 54   |      |  |  |     |                      |     |          |     |     |     |     |  |  | 6   | 러시아 올림픽 위원회 | 5   | 54                   | 51  | 57  |     |     |  |  | 동메달전 | 동메달전 | 동메달전 | 동메달전 | 동메달전 | 동메달전 | 동메달전 | 동메달전 |  |
|  | 7    | 중화 타이베이        | 2    | 54   | 54   | 49   | 50   |      |  |  |     |                      | 10  | 독일     | 1   | 54  | 48  | 52  |  |  |     |                      |     |                      |     |     |     |     |  |  |          |          |          |          |          |          |          |          |  |
|  | 10   | 독일                 | 6    | 55   | 47   | 52   | 55   |      |  |  | 10  | 독일                 | 6   | 53       | 51  | 49  | 55  |     |  |  |     |                      |     |                      |     |     |     |     |  |  | 12       | 벨라루스 | 1        | 48       | 51       | 55       |          |          |  |
|  |      |                      |      |      |      |      |      |      |  |  | 2   | 멕시코               | 2   | 48       | 48  | 54  | 49  |     |  |  | 10  | 독일                 | 5   | 55                   | 53  | 55  |     |     |  |  |          |          |          |          |          |          |          |          |  |

- 이탤릭체로 표기된 점수는 세트스코어다.